# Koran

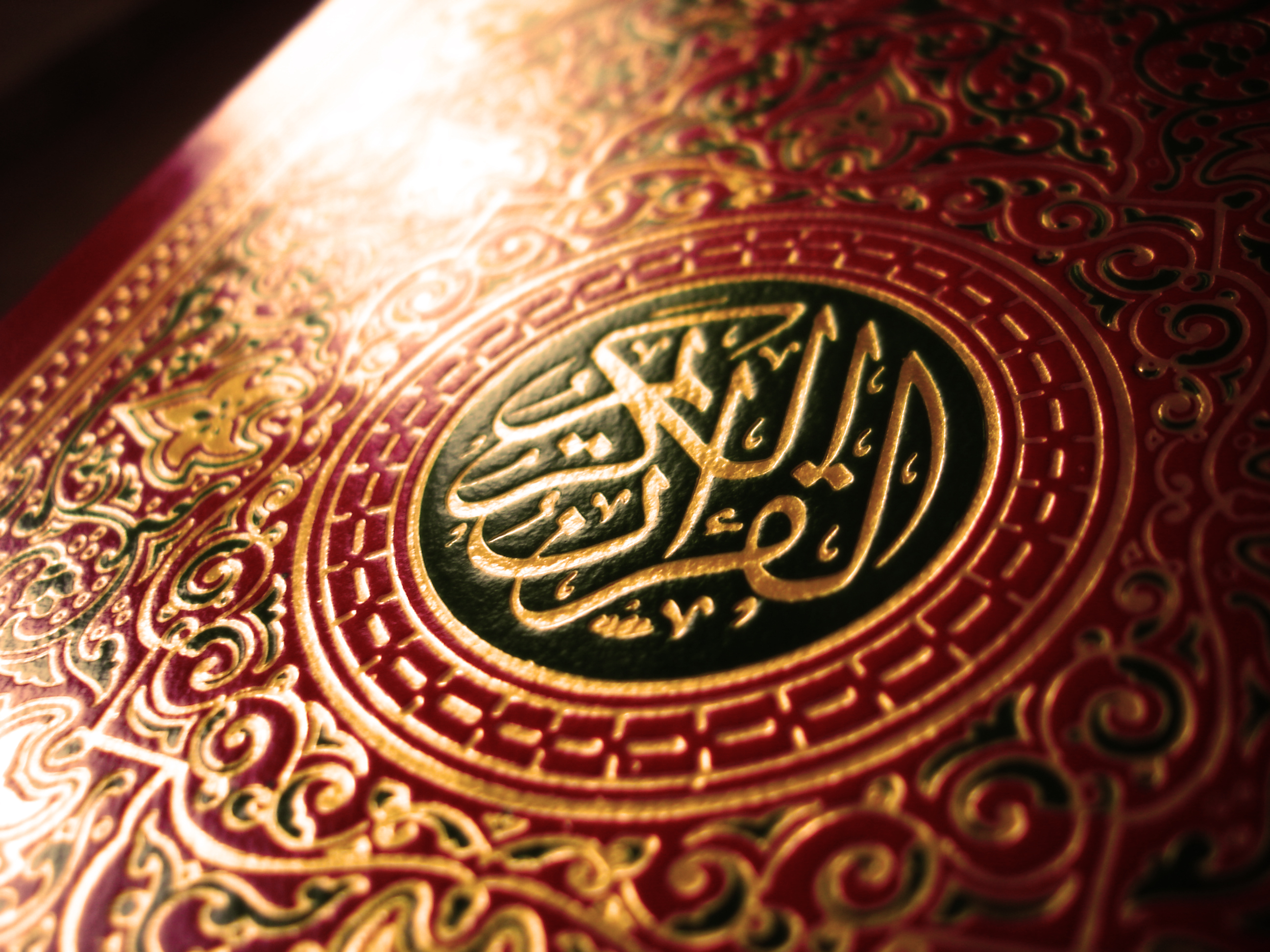
Rijkgedecoreerd omslag van Arabische koran

De Koran of Qoer'ān (Arabisch: القرآن, al-qoer'ān) is het enige van de door moslims erkende islamitische heilige boeken dat zuiver zou zijn overgeleverd. Volgens de islamitische traditie zijn de woorden in de Arabische taal door God via de engel Djibriel aan de profeet Mohammed geopenbaard. De Koran wordt beschouwd als het eerste prozawerk uit de Arabische literatuur en heeft een grote invloed gehad op de literaire ontwikkeling van het Arabisch.
Het Arabische woord قرآن (qoer'ān) betekent oplezing, recitatie, voordracht. Koran wordt gebruikt voor de Nederlandse vertaling. Een vertaling wordt door moslims doorgaans niet als authentiek gezien, omdat vertalen automatisch interpreteren zou betekenen. Iedere vertaling is dus 'slechts' een interpretatie. Vertalingen vertonen, door de opbouw van de Arabische taal, op essentiële punten grote verschillen en worden dan ook niet als gezaghebbend erkend. Exegese op de Arabische Koran is wel mogelijk en wordt tafsir genoemd. Islamitische geleerden, de oelama, spreken dan over een 'exegetische vertaling'.
De Koran is de eerste bron van de islam, maar de Overleveringen (Hadith) zijn de tweede bron. De Koran geeft geen specifieke antwoorden op elke vraag of elk probleem. Mohammed en zijn metgezellen worden gezien als de levende uitleggers in praktijk, vastgelegd in de Overleveringen. De Koran en de (minder absolute) Hadith samen vormen de basis van de islam.
Voor moslims is de autoriteit van de Koran absoluut. Het wordt gezien als het Woord van God. De Koran wordt echter wel geïnterpreteerd. Dit kan een dynamische interpretatie zijn die met de omstandigheden verandert.

## Structuur

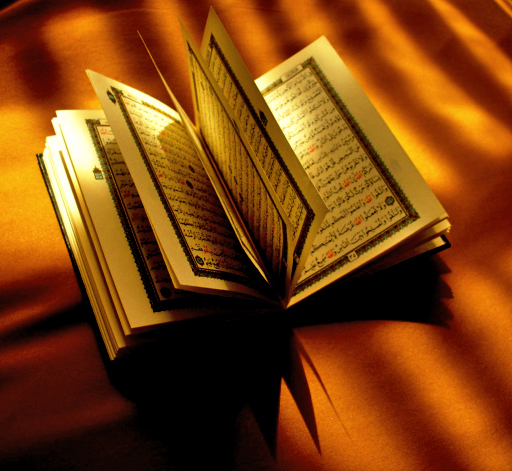
Geopende Arabische koran

De Koran is niet chronologisch ingedeeld. Uit overleveringen leren we dat toen kalief Oethman ibn Affan rond 650 de teksten verzamelde, men de hoofdstukken (soera's), beginnend met de korte soera De Opening, verder min of meer aflopend volgens lengte heeft gerangschikt. De kortste soera omvat drie en de langste 286 ayat (verzen). In totaal bevat de Koran 114 soera's, bestaande uit 6.236 ayat (afhankelijk van de indeling), die met uitzondering van soera Het Berouw allemaal beginnen met de aanhef Bismillah ar-Rahmaan ar-Rahiem (In de naam van God, de genadevolle, de Barmhartige). Het aantal woorden is 77.439. Buiten eigennamen en geografische termen komen er zo'n 1875 verschillende woorden in de Koran voor.

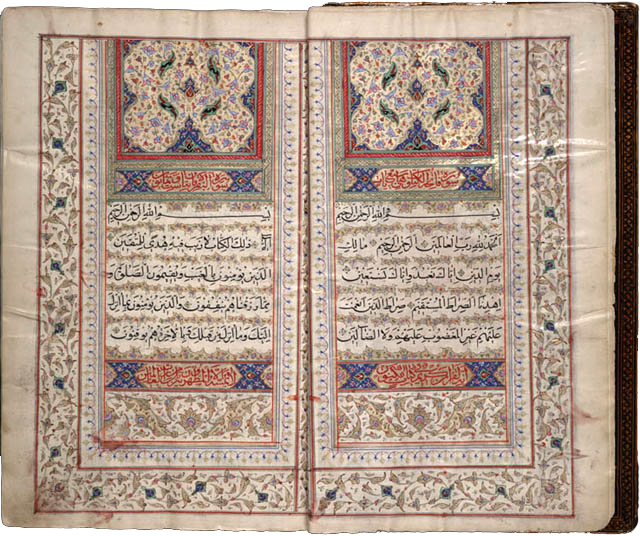
Opengeslagen Arabische koran

In sommige uitgaven van de Koran worden de soera's in een afwijkende volgorde geplaatst. Dit was bijvoorbeeld het geval bij eerdere edities van de Koran in de Britse serie Penguin Classics. Wel is er een vaste nummering van 1 tot en met 114, die al of niet in combinatie met de naam gebruikt wordt in verwijzingen. Bij verwijzing naar een aya (vers) komt eerst de naam van de soera en het nummer van de soera met een dubbele punt en het versnummer erachter, bijvoorbeeld "soera Ahzab 33:59". 
De eerste soera met zeven ayat (Al Fatiha, de Opening) wordt de kern van de Koran genoemd. Alle soera's hebben een naam, die vaak ontleend is aan een woord in het begin van de soera, zoals 'De Opening', 'De Koe' en 'Het geslacht van Imraan'. Het hoeft niet zo te zijn dat de naam de inhoud van de soera dekt.
De soera's kunnen verder onderscheiden worden qua periode: de Mekkaanse soera's, die uit de eerste periode stammen toen Mohammed nog in Mekka woonde en slechts geestelijk leider was voor een beperkte aanhang, voordat hij naar Medina migreerde, en de tweede periode met de Medinaanse soera's, na de Hidjra in Medina, waar Mohammed ook politiek leider werd. De soera's uit de tweede periode hebben een duidelijk meer wettisch karakter en er werd een oorlogsdoctrine van een tegenaanval toegevoegd. Ook de soera's geopenbaard na de terugkeer in Mekka in 630 vallen onder de Medinaanse soera's.

## Inhoud

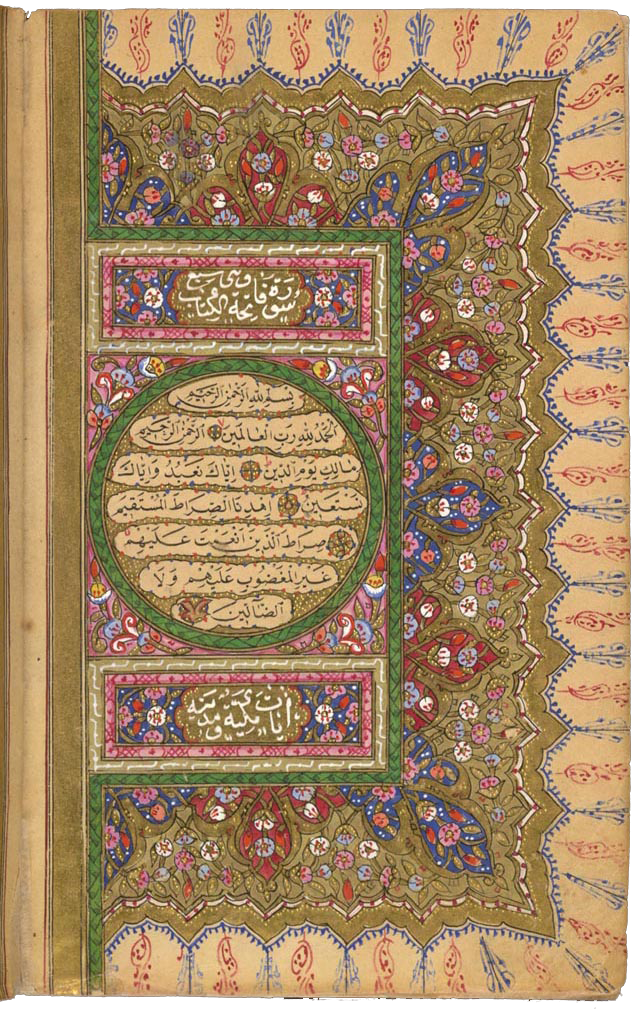
Eerste pagina van een Arabische koran

Mohammed leefde van ca. 571 tot 632; vanaf 609 of 610 zou hij zijn openbaringen hebben gekregen. De inhoud van de Koran is volgens moslims in 23 jaar geopenbaard. Halverwege die periode, rond het jaar 622, vertrok Mohammed met zijn volgelingen van Mekka naar Yathrib, de hidjra. Later werd Yathrib Medina genoemd. De emigratie van Mekka naar Medina is tevens het begin van de islamitische jaartelling.
De Koran is geschreven in naam van God, vaak in de directe rede, waarbij God in de eerste persoon meervoud spreekt, en soms in de indirecte rede, waarbij God met de derde persoon enkelvoud wordt aangeduid. De Koran bevat vermaningen en instructies voor moslims en vertellingen over voorgaande profeten en volken en hun lotgevallen. (Zie de Lijst van soera's). De Koran is een oproep tot onderwerping of overgave, 'islam', aan de ene God. De Koran benadrukt de mening dat de God van de islam dezelfde is als de God van Joden en christenen. Het woord Allah is geen eigennaam, maar de Arabische aanduiding voor de God.
De toon van de openbaringen uit Medina verschilt van die uit Mekka. De Mekkaanse soera's zijn kort en gaan vooral over de grootheid van God en zijn schepping, het oordeel op de Laatste Dag en het resultaat daarvan: het paradijs of de hel. De oproep tot bekering is al aanwezig maar nog tamelijk vrijblijvend. De Medinaanse soera's, na de Hidjra, zijn langer, leggen meer de nadruk op regelgeving en sociale ordening en bevatten oproepen om geweld te gebruiken ter verdediging tegenover de 'ongelovigen' (kafirs), meer specifiek de bewoners van Mekka en andere stammen die de jonge moslimgemeenschap (oemma) in haar eerste jaren van bestaan bedreigden. In Soera Het Berouw, vers 1 t/m 13, wordt namelijk gesproken over de afgodendienaren die telkens hun vredesverdragen verbraken en de moslims aanvielen. Hiermee was de enige oplossing om deze afgodendienaren terug aan te vallen ter verdediging. Overigens dienden de moslims te stoppen met aanvallen en veiligheid te bieden aan de ongelovigen die stopten met vechten en veilig teruggebracht wilden worden. 
Soms brengen de teksten verhalen uit de Bijbel in herinnering, zoals soera Jozef (Yoesoef), die een deel van het boek Genesis hervertelt en, volgens sommige commentatoren verwijst Zol-Qarnain (de twee-hoornige) in soera De Spelonk 86 naar Alexander de Grote. Echter is dit in tegenspraak met de realiteit, omdat Zol-Qarnain gezien wordt door de Koran als een rechtvaardige en monotheïstische volgeling, terwijl Alexander de Grote geen monotheïst was. 
Maar zoals de christelijke leer op sommige punten van de joodse leer over God afwijkt, wijkt de islamitische leer af van de joodse én christelijke leer. Zo maakt de Koran op een aantal plaatsen melding van de profeet Isa 'de zoon van Maryam', maar ontkent stellig dat deze de zoon van God is. Wel worden de maagdelijke geboorte en het leven zonder zonde van Isa verteld. De joodse Messiasverwachting, zoals volgens de christenen vervuld door Jezus, komt in de Koran negen keer voor, zoals in soera Het Geslacht van Imraan 45.

### Boodschap

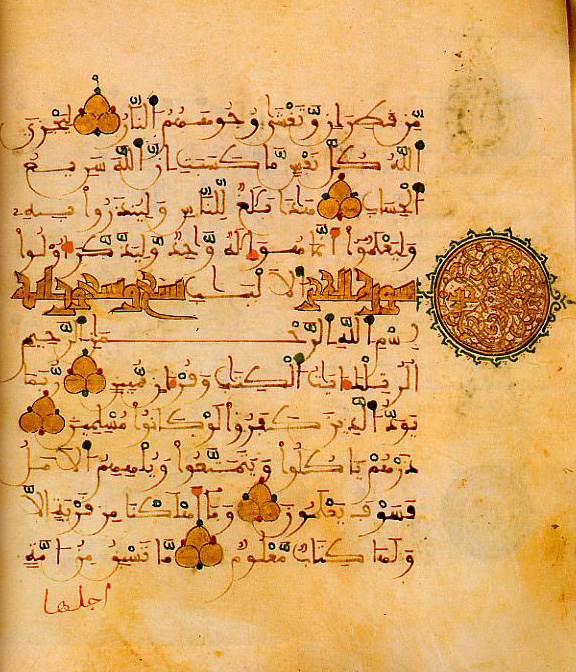
Andalusische koran

De Koran brengt vier religieuze leerstukken telkenmale voor het voetlicht:
- monotheïsme (tawhid), verwijzend naar de eenheid van God, het tegenovergestelde van het polytheïsme (shirk) waarbij anderen geassocieerd worden met God (onder andere soera De Koe 22, 255, soera Het Geslacht van Imraan 2, soera De Onderscheiding 2, soera De Opdrijving 23);
- profeetschap (al-nubuwwa), bevestiging van het profeetschap van Mohammed en dat de Koran het Woord van God is (onder andere soera De Onderscheiding 1, soera Het Geslacht van Imraan 31-32, soera De Bijen 64, soera De Vertelling 85-87, soera Ya Sin 2-3);
- eschatologie (al-ma'ad), verwijzend naar de wederopstanding en de Dag des oordeels (Qiyamah) (onder andere soera De Kantelen 187, soera Ta Ha 124, soera Ya Sin 51, soera De Consultatie 9, soera Qaaf 42-43);
- beloning en bestraffing (al-thawab wal-'iqab), gewoonlijk weergegeven door een tegenstelling, waar de gelovigen beloond worden met de tuin (al-djenna), maar de ongelovigen worden bestraft met het vuur (al-nar) in het Hiernamaals (onder andere soera De Koe 81-82, soera De Byzantijnen 15-16, soera De Onoverkomelijke Gebeurtenis 88-94, soera Het Bedrog 9-10).

### Thema's

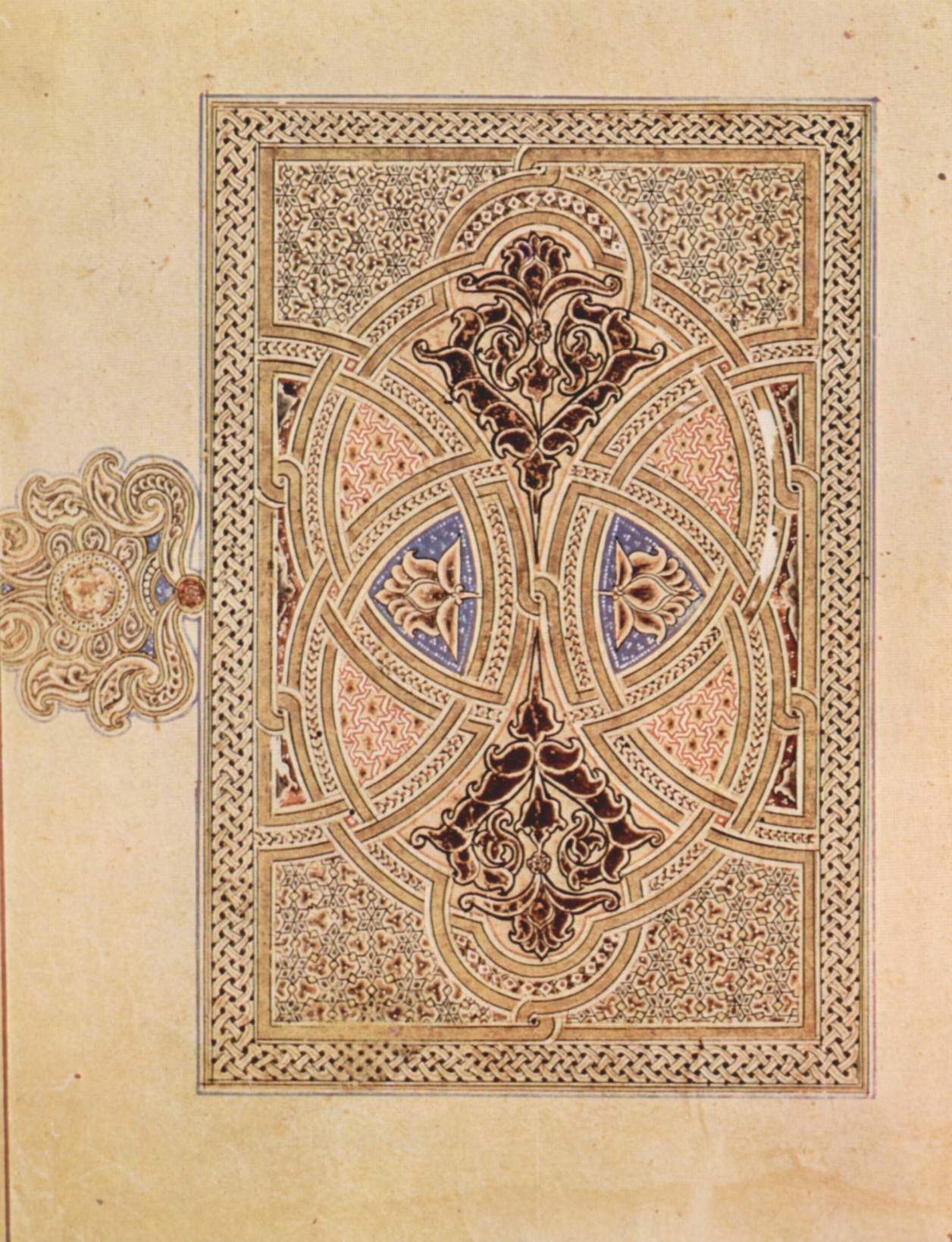
Pagina uit de koran (11e eeuw)

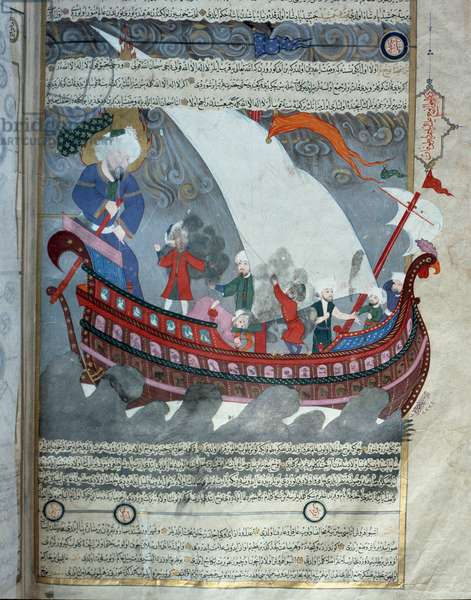
Het schip van Noah, Zubdetü't-Tevarih.

De Koran kent een aantal terugkerende thema's:
- de gelovigen (soera De Koe 227, soera Het Uitsluitende Bewijs 7);
- de mensen van het Boek (soera De Koe 105, soera Het Geslacht van Imraan 64);
- de polytheïsten (soera De Koe 105, soera Het Geslacht van Imraan 151);
- de huichelaars (soera De Buit 49, soera Het Berouw 67);
- de profeten (soera De Vrouwen 163, Soera De Donder 27, soera Ta Ha 13);
- parabels over verschillende profeten (soera De Koe 40-93);
- parabels over verschillende volkeren (soera Ya Sin 31, soera Vergever 82-83);
- islamitische wetgeving (soera De Koe 226-237, soera De Vrouwen 19-25);
- rechtvaardigheid (soera De Tafel 42, soera De Kantelen 29, soera De Binnenvertrekken 9);
- het gevecht voor de zaak van God (soera De Koe 190, soera Het Berouw 38);
- liefdadigheid (soera De Koe 254, soera Het Bedrog 16);
- zorg voor wezen en behoeftigen (soera Het Berouw 60, soera De Bedevaart 28);
- geduld (soera Het Geslacht van Imraan 200, soera De Namiddag 3);
- gerechtigheid (soera Het Vee 153, soera De Kantelen 26)
- vermaning en moraal (soera De Vrouwen 112, soera Het Vee 151-152);
- respect voor de ouders (soera De Koe 83, soera Luqman 14);
- participatie in het goede, verbod op het verkeerde (soera Het geslacht van Imraan 114, soera Het Berouw 112);
- Almacht van God (soera De Gelovigen 12-22, soera Ya Sin 36-42).

## Ontstaansgeschiedenis

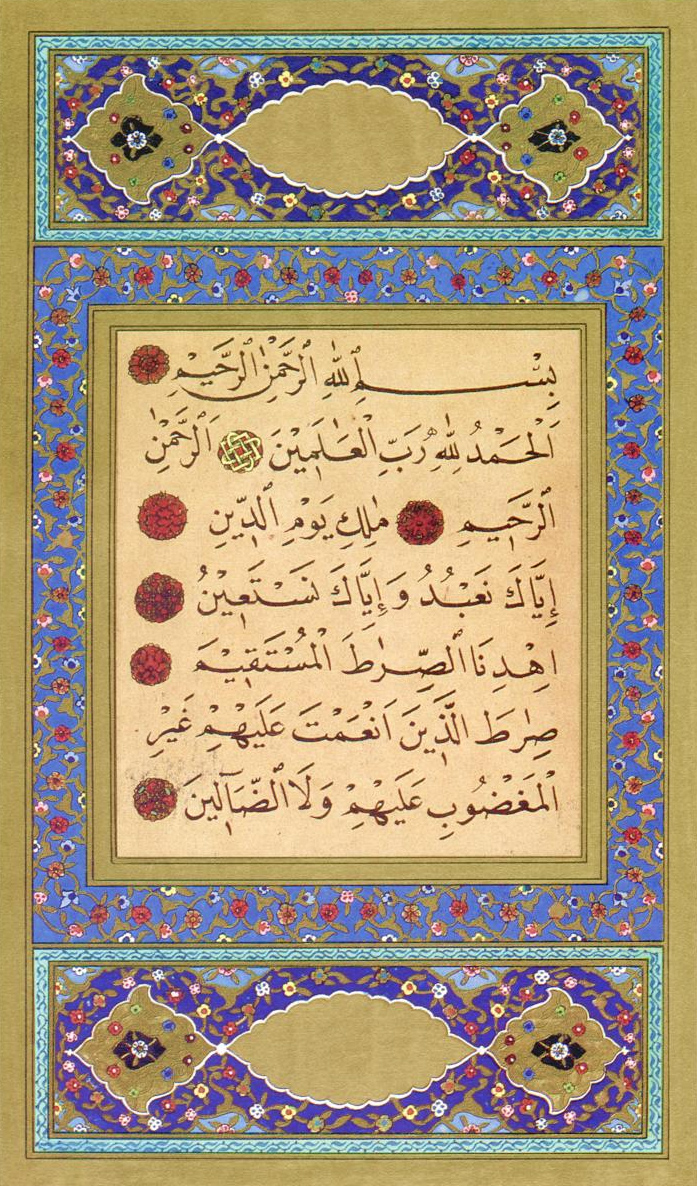
De eerste soera in een oud manuscript

Traditionele moslimgeleerden uit de islamitische wereld zijn het in grote lijnen eens over de ontstaans- en verspreidingsgeschiedenis van de Koran. Islamologen in de westerse wereld zetten echter een aantal kritische kanttekeningen bij die visie en enkele kritische geleerden vechten de door traditionele moslimgeleerden toegewezen authenticiteit van de Koran aan.
Johannes van Damascus, een van de persoonlijke adviseurs van de Syrische kalief, kende aan het begin van de 8e eeuw ten minste enkele van de tegenwoordig bekende soera's, wat blijkt uit zijn boek "Bron van Kennis", geschreven omstreeks 742/743. Hierin noemt hij de soera's De Koe (2), De Vrouw (4) en De Tafel (5). Ook gaat hij in op een verhaal met de titel "De Kameel van God", dat onder andere in soera De Zon aan bod komt.

### Traditionele visie
Volgens de islamitische overlevering werd de Korantekst in de periode 610-632 in delen, beginnend met de Laylat al-Qadr, door de engel Djibriel aan Mohammed geopenbaard. De openbaringen werden vervolgens door zijn volgelingen door middel van recitatie uit het hoofd geleerd en fragmentarisch opgeschreven op stukken perkament, hout en bot. Er wordt aangenomen dat Mohammed analfabeet was en dus zelf lezen noch schrijven kon.
Over de chronologische volgorde van openbaring zijn moslimgeleerden het globaal eens, maar van een aantal tekstgedeelten is onduidelijk wanneer zij precies zijn geopenbaard. Zo bestaat verschil van mening over welke passage als eerste werd geopenbaard. Een meerderheid van moslimgeleerden gaat ervan uit dat dat de eerste vijf verzen van soera De Bloedklomp waren, die in de maand ramadan van het jaar 610 werden geopenbaard toen Mohammed zich in een grot had teruggetrokken. Anderen denken dat het de eerste twee verzen van soera De Ommantelde waren, of de hele soera De Opening. De meeste islamologen onderschrijven de chronologie die door moslimgeleerden aan de diverse passages wordt toegekend.
Bij de dood van Mohammed in 632 bestond er geen complete, schriftelijke Korantekst. De mondelinge overlevering was in de eerste jaren na Mohammeds dood nog uiterst belangrijk. Toen na de Slag bij Al-Yamamah (632) echter een groot aantal moslims, waaronder een groot aantal Hafiz gesneuveld was, drong Omar ibn al-Chattab er bij kalief Aboe Bakr op aan de losse tekstfragmenten systematisch te laten verzamelen. De laatstgenoemde wees Zaid bin Thabit, een van Mohammeds schrijvers, aan om dat te doen. Zaid stond bekend als degene die het meeste van de Koran uit zijn hoofd kende en hij had ook de meeste tekstfragmenten genoteerd. Hij zag ertegen op en zei dat het niet moeilijker was geweest als Aboe Bakr hem had bevolen een berg te verplaatsen. Hij verzamelde Koranverzen van perkamenten, schouderbladen, bladstelen van dadelpalmen en van mensen die de Koran uit het hoofd kenden. Er was een vers dat hij slechts bij één persoon vond, namelijk Soera 9:128.
Zaid baseerde zijn werk in de eerste plaats op de beschikbare geschreven tekstfragmenten, die hij liet controleren door degenen die (delen van) de Koran uit hun hoofd kenden (qurra’, enk.qari’). Vooral voor de juiste volgorde was hij van de qurra’ afhankelijk. Hij veranderde de tekst op geen enkele wijze en voegde er geen verklaringen of redactionele commentaren aan toe.
De traditionele visie is dat de openbaringen van de Koran onder voorzitterschap van Zaid werden opgeschreven door Omar ibn al-Chattab, Oethman ibn Affan, Ali ibn Aboe Talib, Talha ibn Oebeydullah, Sa`d ibn Abi Waqqas, Aboe Derda, Mikdad, Oebay ibn Kab, Aboe Moesa el-Eshari en Abdullah ibn Masud. Deze eerste volledige schriftelijke koran (moeshaf – verzameling bladen) ging na de dood van Aboe Bakr naar Omar ibn al-Chattab en na diens dood naar zijn dochter Hafsa, die een van Mohammeds weduwen was. Toch bleef mondelinge overlevering nog lange tijd de belangrijkste manier om de Koran door te geven.
Onder de derde kalief, Oethman ibn Affan (644-656), begon het proces van officiële codificatie van de verzamelde teksten. De reden hiervoor was dat in de verschillende centra van het uitdijende islamitische rijk onenigheid over de correcte manier van reciteren ontstond. Een commissie van vier onder leiding van Zaid bin Thabit stelde in 651 de eerste officiële codex vast. Door het ontbreken van diakritische tekens en klinkertekens liet deze tekst de mogelijkheid van zeven door de moslimgemeenschap erkende leeswijzen (dialecten) open, zij het dat, waar onenigheid bestond, gekozen werd voor het dialect van Qoeraisj, de stam van Mohammed. Dit betrof vooral de uitspraak en zorgde slechts in beperkte mate voor verschillen in betekenis. Er werden vier, vijf of zes kopieën gemaakt. Oethman hield één kopie in Medina. Daarnaast stuurde hij kopieën naar Mekka, Damascus, Basra en Koefa en beval dat alle andere exemplaren werden vernietigd. Twee van deze eerste korans zouden nog bewaard zijn in Tasjkent (naar verluidt het persoonlijke exemplaar van Oethman) en in het Topkapi-museum in Istanboel. Efim A. Rezvan dateert de koran van Tasjkent vanwege het gebruikte schrift (Koefisch schrift) rond het jaar 800.
Er zijn verscheidene ahadith die suggereren dat niet alles wat aan Mohammed is geopenbaard in de Koran van Oethman is opgenomen.
Ook na deze Oethmaanse tekst bleef de mondelinge overlevering, vooral voor de juiste uitspraak, belangrijk. Rond 700 werden er diakritische puntjes aan toegevoegd om de medeklinkers van elkaar te onderscheiden en nog later werden er ook nog klinkertekens toegevoegd.
De huidige gedrukte Koranteksten zijn vrijwel alle gebaseerd op een in 1924 in Caïro gedrukte standaarduitgave.

### Andere visies

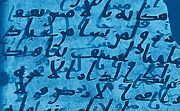
De Koran onder U.V-licht, De Sana'a-manuscripten. Met behulp van U.V en röntgenfoto's kunnen subteksten en wijzigingen in teksten die met het blote oog onzichtbaar zijn, worden onthuld.

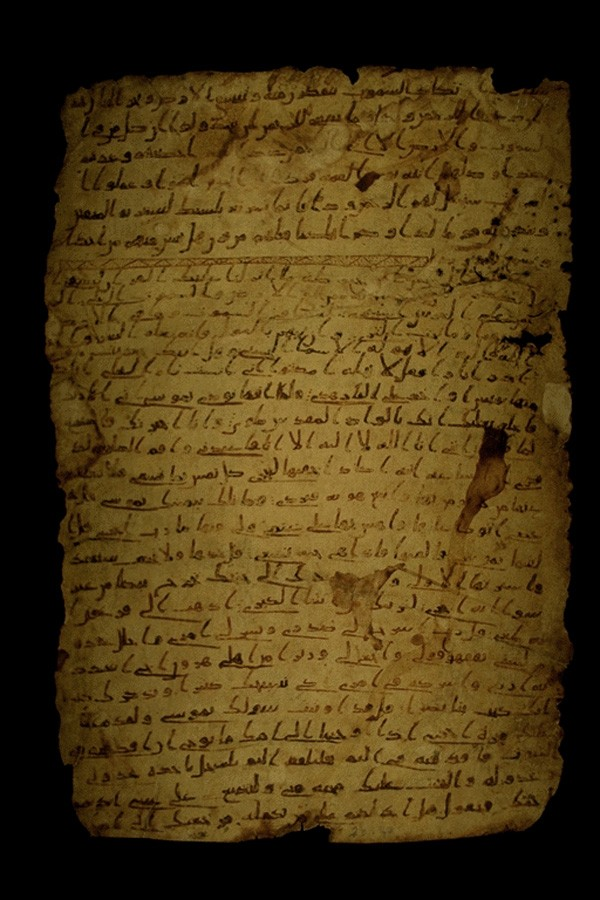
Een van de oudste Koranfragmenten, in 1972 ontdekt in Sana'a

Er bestaan geheel verschillende visies op hoe de Koran precies tot stand gekomen is. Zo hield de Koranvertaler Richard Bell zich bezig met het rangschikken van de verschillende soera's onder de aanname dat Mohammed zelf zich met de verzameling en redactie bezig had gehouden. Naast het idee dat Mohammed zijn materiaal ontving door Goddelijke inspiratie, is wel geopperd dat Mohammeds openbaringen voortkwamen uit epileptische aanvallen. Ten slotte zijn er onderzoekers die op grond van archeologische vondsten en taalkundig onderzoek menen dat de Koran is ontstaan uit een verzameling geschriften uit de tijd vóór Mohammed, de meeste kritische onderzoekers noemen joodse (Thora) en christelijke (Evangelie) verhalen en een verzameling volksverhalen gesteld in een aan het Arabisch verwante taal, te weten het Aramees.
Pogingen van westerse oriëntalisten om de ontstaansgeschiedenis van de Koran te achterhalen en teksten met elkaar te vergelijken worden doorgaans bemoeilijkt door de traditionele islamitische opvatting dat de Koran vanaf het begin ongewijzigd is overgeleverd. In 1979 wist Qadhi Isma'il al-Akwa', directeur van de Jemenitische Antiquiteitenautoriteit, een Duits instituut te interesseren om een vondst uit 1972 van oude Koranresten in Sana'a te onderzoeken, en vanaf 1981 werd ook de Duitse geleerde Gerd Rüdiger Puin daarbij betrokken. De oude Koranfragmenten bleken geschreven in Hidjazi, een zeldzame en, voor zover bekend, oudste vorm van Arabisch schrift. Puin vond allerlei verschillen met de moderne Koran, wat hem in Jemen niet in dank werd afgenomen. In 1987 schreef Parvez Manzoor boos in de Muslim World Book Review dat de onderzoekers erop uit waren het geloof van moslims in de Koran te ondermijnen. In de nieuwe Koran staat tot in details aangegeven hoe de tekst moet worden uitgesproken. De precisie beperkt zich niet tot de klinkers en medeklinkers. Priegeltekentjes geven ook informatie over de voordracht van de tekst. Deze tekens stonden niet in de door Puin gereconstrueerde koran.

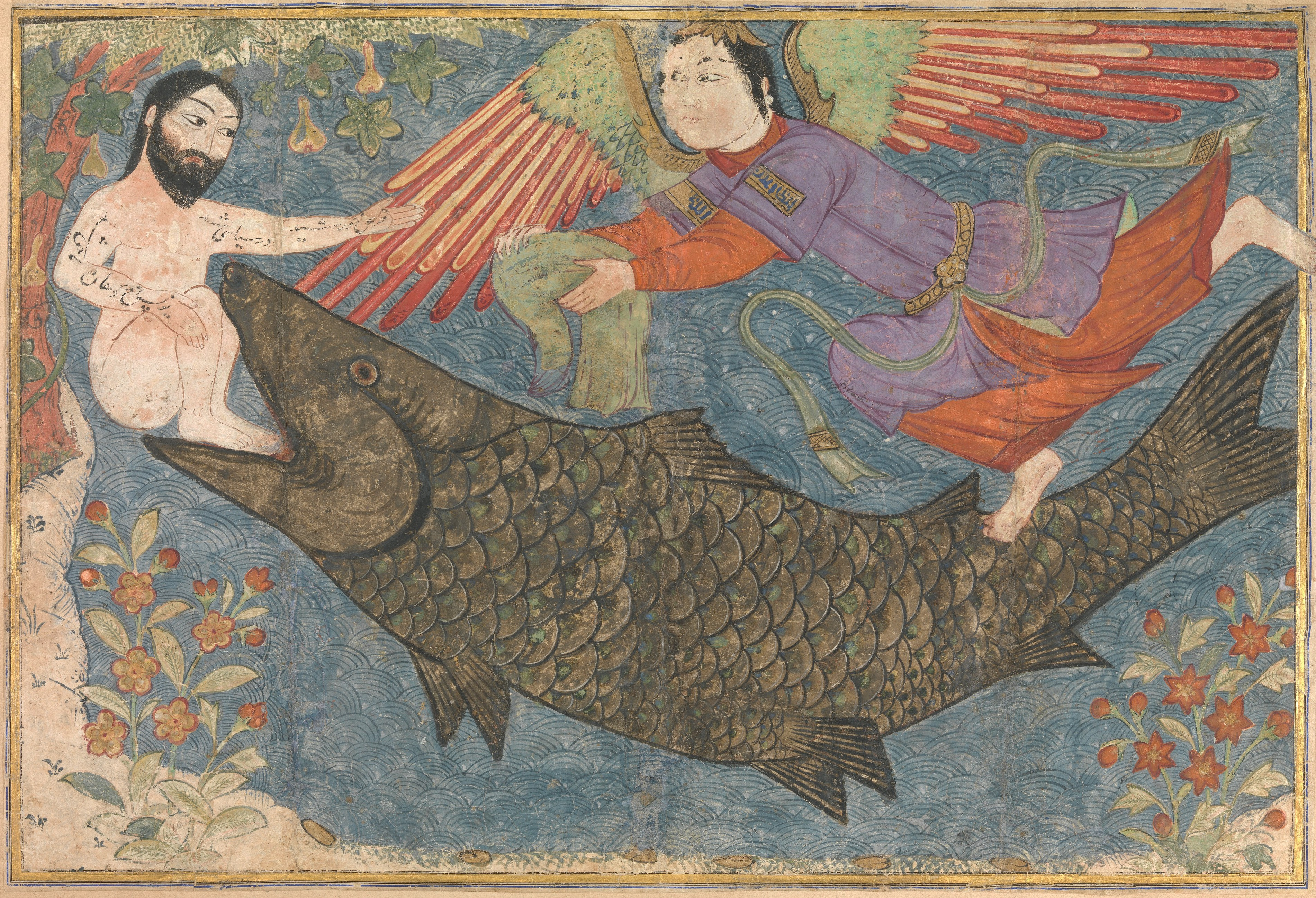
Jonas en de vis miniatuur.

Het staat vast dat de Koran een groot aantal traditionele gegevens en thema's bevat die direct terug te voeren zijn op joodse en christelijke tradities, waaronder Apocriefen van het Nieuwe Testament en de Talmoed. Soera Jonas 94 verwijst expliciet naar de verhalen uit de eerdere Openbaringsgeschriften. Soera De Waardevolle Nacht wordt door een enkele vertaler in verband gebracht met de Kerstnacht. Verhalen over Bijbelse figuren als Jozef of Abraham zijn in de Koran terug te vinden in een vorm die sterk doet denken aan de joodse midrasj, een genre waarin de Bijbelse legenden – die doorgaans veel aan de verbeelding overlaten – worden uitgebreid.

## Religieuze betekenis
De Koran is geen wetboek. Voor de uitleg van de Koran hebben de voornaamste stromingen in de islam (soennieten en sjiieten) een traditie van geleerden, genaamd de oelama, in het leven geroepen. Er bestaat een verzameling boeken, die samen de ahadith ('overleveringen') vormen. Daarin staan onder meer commentaren op de Koran die worden toegeschreven aan Mohammed, hoewel anderen van mening zijn dat deze afkomstig zijn van andere moslimtheologen. Bepaalde geschriften hebben meer waarde binnen de hadith dan andere, afhankelijk van de richting binnen de islam.
Binnen islam is niet iedereen overtuigd van het nut en de autoriteit van hadith teksten en oelama-geleerden. Zo zijn er ook Koranisten, die de autoriteit van deze tradities afwijzen.
De Koran is voor belijdende moslims hét heilige boek, maar hierbij geldt echter de restrictie dat het boek die waarde alleen heeft in het Arabisch. Veel moslims vinden dat een vertaling een interpretatie is in een andere taal, en dus niet mag suggereren dat die ook daadwerkelijk de Qoer'an is. Moslims met een andere moedertaal dan het Arabisch zien zich dan ook voor de taak gesteld het boek in een voor hen vreemde taal te lezen.
De Koran spreekt met respect over de Thora (Tawrat), de Psalmen (Zaboer) en het Bijbelse Evangelie (Indjil). De islam erkent de Tawrat, als een heilig geschrift. Volgens de islamitische leer zou de Tawrat in de loop der eeuwen door mensenhanden veranderd zijn en zou niet meer duidelijk zijn wat oorspronkelijk Gods woord zou zijn geweest. Door moslims wordt alleen de Koran als het zuivere woord van God gezien. De Tawrat werd volgens de Koran geopenbaard aan Musa (Mozes), de Zaboer aan Dawud (David) en de Indjil aan Isa (Jezus). In de Koran worden de Thora en de Psalmen wel genoemd, maar de rest van de Tenach, de Profeten en de Geschriften, wordt niet genoemd. Iets dergelijks geldt voor de boeken van het Nieuwe Testament: de Koran vermeldt wel het Evangelie als openbaring aan Isa, maar niet de Brieven. Niet duidelijk is welk gedeelte oorspronkelijk door God geopenbaard is en welk gedeelte later is vervalst of toegevoegd, zoals eveneens blijkt uit de problematiek omtrent de Apocriefe boeken van de Bijbel. Verder is er nog sprake van verloren gegane Rollen, geopenbaard aan Ibrahim (Suhuf Ibrahim).
In de hele islamitische wereld heeft de Koran grote betekenis. Reeds ten tijde van kalief Omar (634-644) begon men Koranscholen (madrasa's) op te richten. In deze scholen werd kinderen geleerd de Koran uit het hoofd te leren ofwel te reciteren. Los van de vraag of men de inhoud van de teksten begrijpt wordt betekenis toegekend aan het reciteren van de Koran in het Arabisch. Voor moslims is het reciteren een belangrijk onderdeel van de godsdienst: aan de woorden van de Koran worden helende en beschermende eigenschappen toegekend. Koranrecitatie in het Arabisch maakt deel uit van de verplichte gebeden. Veel moslims zijn bedreven in tadjwied, dat is de Koran op een aangename, bijna melodieuze manier reciteren.
De Koran wordt door moslims met respect behandeld: zo wordt hij bij voorkeur in een schone kamer op een zo hoog mogelijke plaats en boven andere boeken bewaard. Hij wordt doorgaans niet op een tafel gelegd, omdat het gevaar bestaat dat er iets boven op gelegd wordt, en wordt hij niet op de grond gelegd, omdat deze als onrein wordt beschouwd. Voor het lezen of aanraken van de Koran wordt de rituele wassing verricht. Sommige orthodoxe moslims hebben er moeite mee als een niet-moslim de Koran leest of aanraakt.

## Abrogatie
Zie ook: Afschaffingsleer

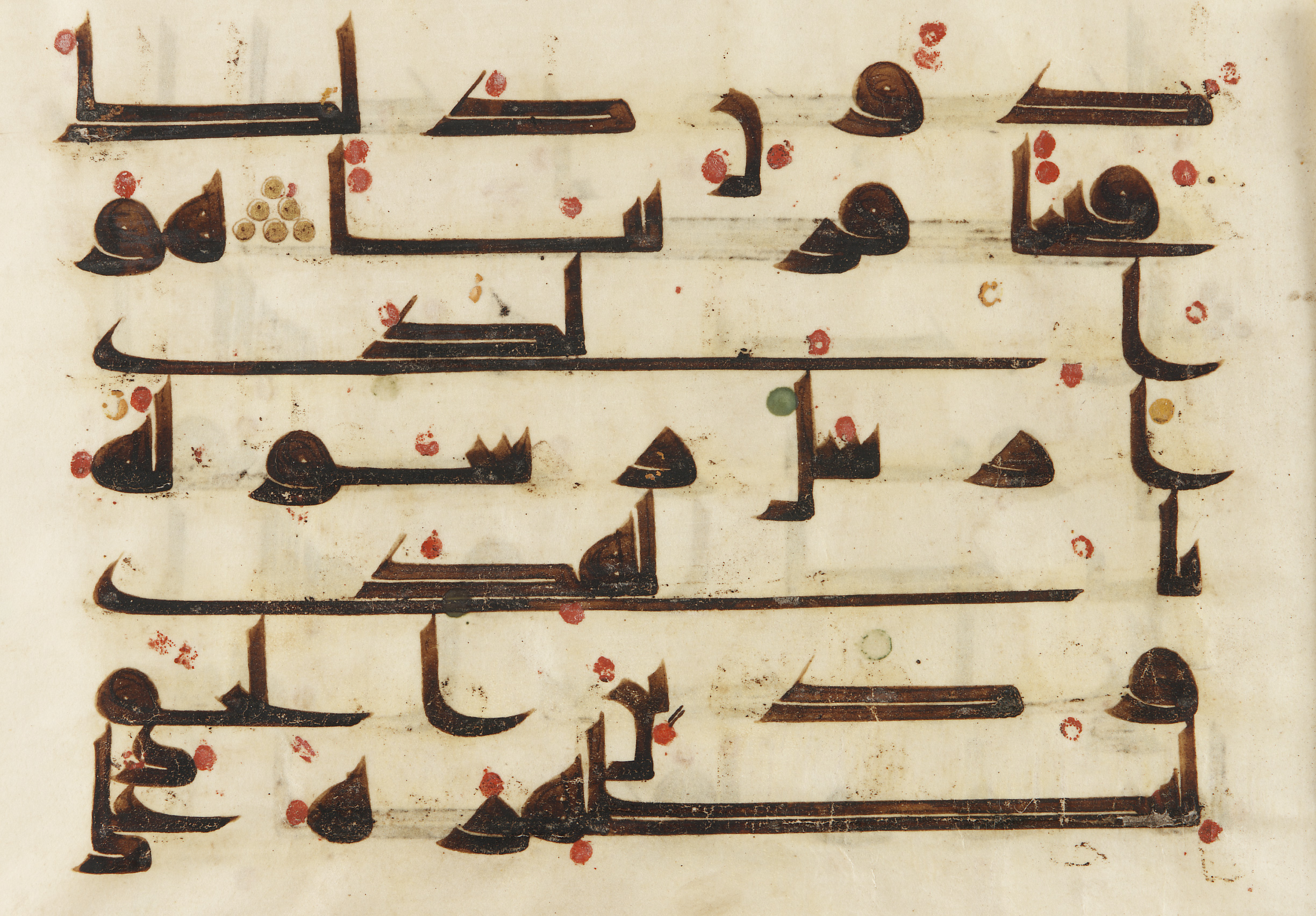
Fragment van een 8e- of 9e-eeuwse Koran, geschreven onder het Kalifaat van de Abbasiden

Op de Koran zou in sommige gevallen abrogatie (naskh/verbetering/vervanging) worden toegepast, de regel dat in geval van schijnbare conflicten tussen verschillende teksten de jongste prevaleert en dus de oudere tenietdoet. De moeilijkheid daarbij is dat sommige soera's niet gemakkelijk gedateerd kunnen worden, zodat niet met zekerheid kan worden bepaald welk van de conflicterende verzen van toepassing is. Koranwetenschappers hebben in dergelijke gevallen op basis van logisch redeneren en onderling overleg beslissingen genomen. Een van de duidelijkste zaken is de geleidelijke invoering van een verbod op wijn. 
Koranisten geloven dat abrogatie van Koranverzen in geen geval mogelijk is. Zij geloven dat verzen in de Koran altijd als aanvulling op elkaar gezien moeten worden (in plaats van als vervanging), dat hadith teksten in geen geval de Koran kunnen vervangen of tegenspreken en dat de zogenaamde duivelsverzen een ongefundeerd verhaal zijn.

## Gevoelige thema's
De Koran bevat een aantal passages die bij moslims zeer gevoelig liggen. Zo bestaan er verschillende meningen over Gods hand of handen en de manier waarop dit geïnterpreteerd moet worden. Van drie namen uit de Koran wordt door sommigen gezegd dat het profeten zijn, anderen zeggen dat het heiligen zijn. Binnen de islamitische gemeenschap kan en wordt uitgebreid gediscussieerd over de ware betekenis van passages uit de Koran.
De aanpak van westerse onderzoekers is volkomen anders. De Koran bevat volgens niet-moslims een aantal teksten die moslims in niet-islamitische landen in problemen zouden brengen als ze die geïnterpreteerde teksten in praktijk zouden brengen. Exegese door middel van zelfstandige oordeelsvorming (tafsir bi-'l-ra'y) wordt echter als onacceptabel beschouwd, op basis van een aantal argumenten. Zo wordt soera De Bijen 44 aangehaald waarin God de bevoegdheid om zaken uit te leggen bij Mohammed legt 'zodat zij mogen nadenken'. Uit een Overlevering blijkt dat diegene die op basis van zijn menselijke opinie iets zegt over de Koran een plaats in de hel zal innemen. Indien men aan een aantal (zeer strenge) eisen voldoet is een zelfstandige oordeelsvorming mogelijk.

### Man en vrouw
In soera De Vrouwen 34 wordt de verhouding tussen mannen en vrouwen vastgelegd: mannen zijn "voogden" over de vrouwen en mogen hen "tuchtigen" als zij "ongehoorzaamheid" vrezen. De Koran roept mannen wel op hun fysiek overwicht niet te benutten. Dit overwicht wordt als een feitelijkheid beschouwd die in goede banen moet worden geleid. Het mag alleen in extreme situaties aangewend worden, zoals bij de mogelijkheid van overspel.
Ook qua rechtspositie zitten er verschillen tussen de vrouwen en mannen. Zo is het vrouwen niet toegestaan een niet-moslim te huwen (een moslimman mag wel een joodse of christelijke vrouw trouwen), de klassieke geleerden zeggen namelijk dat een man (over het algemeen) fysiek en mentaal sterker is en sterker in zijn schoenen staat dan een vrouw. Een niet-moslim man kan bijvoorbeeld zijn moslimvrouw dwingen haar geloof te verlaten, omdat vrouwen meestal gevoeliger zijn dan mannen. 
Bij erfenissen ontvangen vrouwen minder dan mannen, omdat de man de kostwinnaar is. Een man is verplicht zijn gezin te onderhouden, voor bijvoorbeeld kledij, onderdak en voedsel. Een man heeft in die zin meer recht op geld, zodat hij zijn (toekomstige) vrouw en kinderen kan onderhouden. 
Tijdens een zakelijke transactie is het getuigenis van een vrouw de helft waard van dat van een man: in Soera De Koe (v. 282) wordt gesteld dat twee vrouwen in de plaats van één man zullen getuigen voor het geval "één der twee vrouwen zich zou vergissen". Dit zou kunnen komen omdat er toen voornamelijk alleen door mannen zakelijke transacties werden gedaan. Het was niet gebruikelijk dat vrouwen zelf zakelijke transacties deden. Echter, volgens een authentieke hadith is de reden hiervoor het "tekortschieten van de geest van een vrouw".
Verder is het mannen in principe toegestaan tot vier vrouwen te hebben, terwijl iets dergelijks aan vrouwen niet toegestaan is. De historische context laat zien dat vele moslimmannen tijdens veldslagen om het leven kwamen, waardoor vele vrouwen (met kinderen) alleen achterbleven. Zoals eerder aangegeven was het niet gebruikelijk dat vrouwen werkten, zij konden geen inkomen genereren. Gezien de enige relatie tussen man en vrouw het huwelijk is, was het in die tijd toegestaan voor mannen om meerdere vrouwen te huwen. De Koran geeft wel duidelijk aan dat als een moslimman vreest dat hij de vrouwen niet financieel kan onderhouden en gelijk kan behandelen (gelijke liefde, aandacht etc. bieden), dat hij het bij één vrouw moet houden. 
De man is verplicht de Bruidsschat aan zijn vrouw te geven, terwijl dit andersom niet het geval is. 
Volgens verschillende interpretaties is de hoofddoek een verplichting voor de vrouwen, zoals vermeld in soera De Partijscharen 59:
O profeet! Zeg aan uw vrouwen en uw dochters en de vrouwen der gelovigen dat zij een gedeelte van haar omslagdoeken over haar (hoofd) laten hangen. Dit is beter, opdat zij mogen worden onderscheiden en niet lastig worden gevallen. En God is Vergevensgezind, Genadevol.
Ook soera Het Licht 31 en verschillende ahadith maken gewag van de verplichting tot het dragen van hoofddoeken en sluiers voor gelovige vrouwen.
De enige vrouwennaam in de Koran is Maria (Maryam). Zij wordt als zeer hoog aangeschreven, vanwege haar toewijding aan God. Haar naam wordt dertig keer genoemd. De andere vrouwen worden doorgaans als "de vrouw van ..." aangeduid.
Ook voor de mannen zijn er voorschriften om bepaalde kleuren niet te dragen, broekspijpen boven de enkels te houden, geen kapsels te hebben waarbij één deel meer geschoren is dan het andere deel op het hoofd. Daarnaast is een baard verplicht voor de mannen. 

### Andere religies

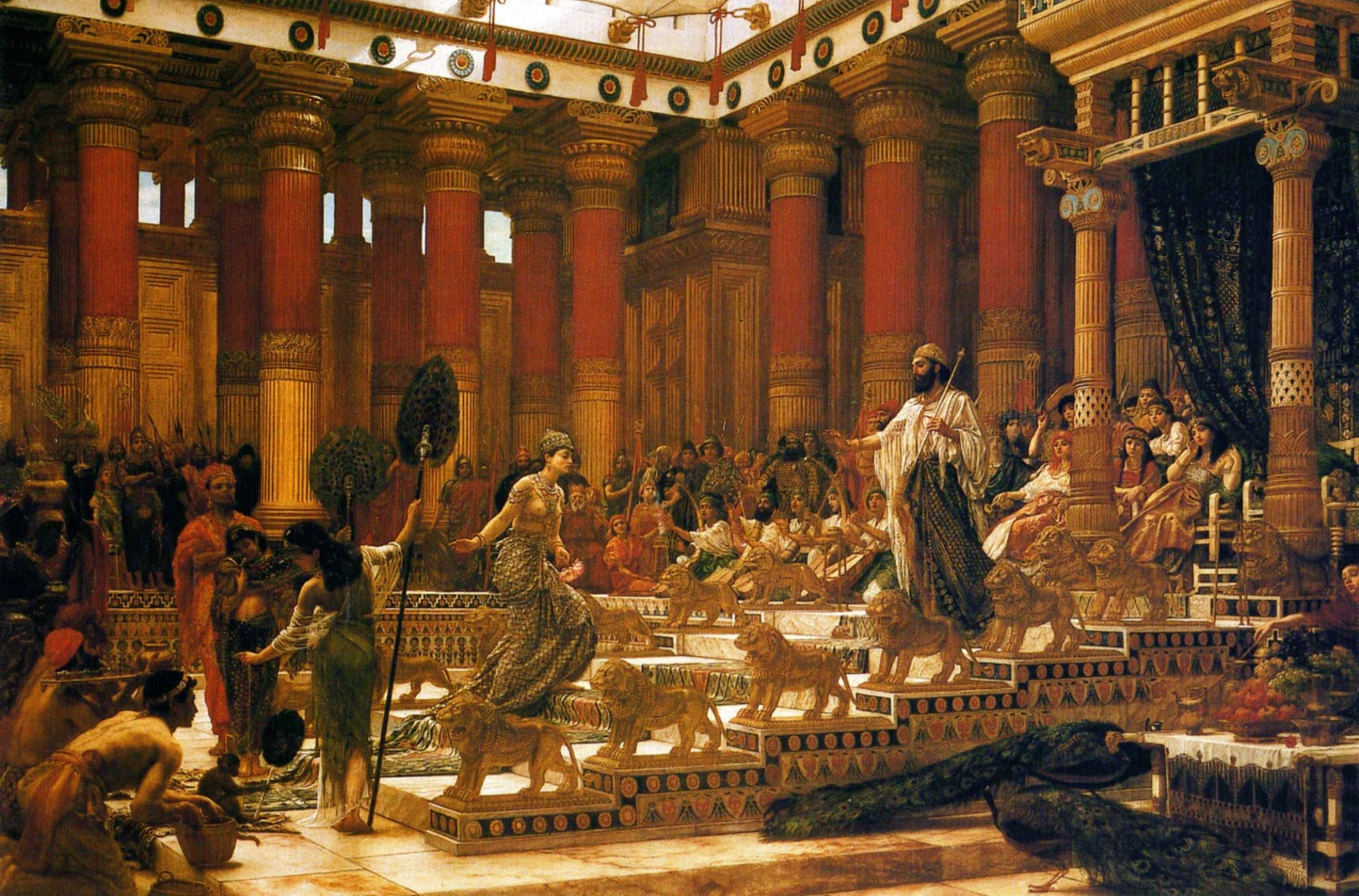
Bezoek van koning Salomo door koningin Belkis, Edward Poynter, 1890. Salomo komt de Koran binnen als een profeet die over mensen, djinn en natuur regeert.

De Koran waarschuwt ongelovigen vele malen, doorgaans in zeer sterke bewoordingen. Ook afvalligen, afgodendienaars en onrechtdoeners worden herhaaldelijk vermaand.
Zeg: "Zal ik u vertellen over degenen wier straf bij God erger is dan dit? Dezen zijn het, die God heeft vervloekt en over wie Hij Zijn toorn heeft uitgestort en van wie Hij apen, zwijnen en duivelsdienaren heeft gemaakt. Dezen zijn inderdaad in een slechte toestand en ver van het rechte pad afgedwaald." (soera De Tafel 60)
Het vers boven spreekt over een specifieke groep joden die de Sabbath verbrak, het gaat dus niet om alle joden. Overigens worden de joden in het Oude Testament veel bruter aangesproken wanneer zij zondigden, volgens rabbijn Tovia.
Soera De Ongelovigen rekent de Mekkaanse heidenen tot de "ongelovigen." Deze soera eindigt met een aya die vaak wordt aangehaald met de godsdienstvrijheid:
Derhalve voor u uw godsdienst en voor mij mijn godsdienst. (soera De Ongelovigen 6)
Joden en christenen worden de "mensen van het Boek" genoemd. Zij worden zowel als medegelovigen gezien alsmede als tegenstander.
Voorzeker, de gelovigen, de Joden, de Christenen en de Sabianen - wie onder hen ook in God en de laatste Dag geloven en goede daden verrichten, zullen hun beloning bij hun Heer ontvangen en er zal geen vrees over hen komen, noch zullen zij treuren. (soera De Koe 62)
En twist met de mensen van het Boek slechts op de goede wijze; doch zeg tegen de onrechtvaardigen: "Wij geloven in hetgeen ons is geopenbaard en hetgeen u is geopenbaard; en onze God en uw God is Eén; en aan Hem onderwerpen wij ons." (soera De Spin 46)
Zeg: "O, mensen van het Boek, gij haat ons slechts, omdat wij in God geloven en in hetgeen ons is neergezonden en in hetgeen voordien was neergezonden of doordat de meesten van u ongehoorzaam zijn." (soera De Tafel 59)
Volgens bepaalde tafsir zou in de openingssoera De Opening de zevende aya betrekking hebben op de joden op wie de toorn van God is gedaald en de christenen die dwalen.
Het pad dergenen, aan wie Gij gunsten hebt geschonken - niet dat van hen, op wie toorn is neergedaald, noch dat der dwalenden.

## Uitgaven in druk

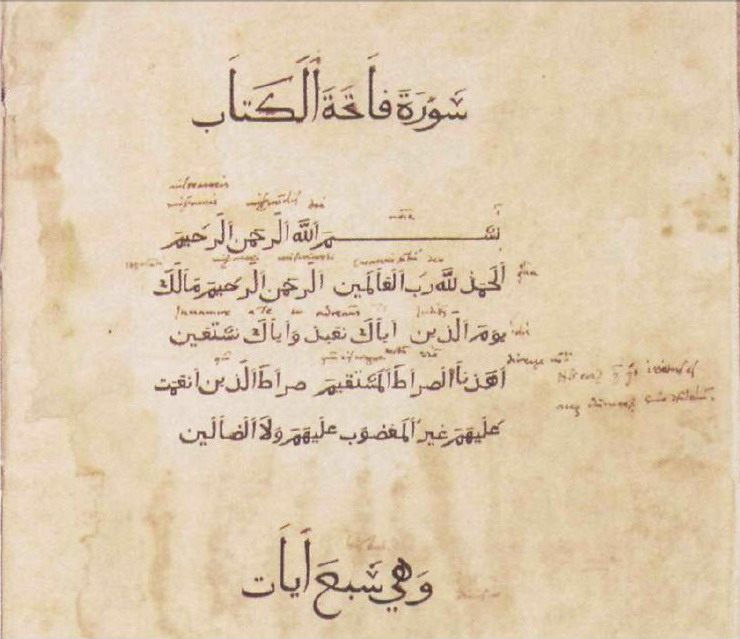
Een pagina uit de eerste gedrukte koran, 1537/38

De Venetiaanse drukkers Paganino Paganini en Alessandro Paganini waren de eersten die in 1537/38 de Arabische tekst van de Koran in druk uitgaven. Deze uitgave, die voor export naar het Ottomaanse Rijk was bestemd, bevatte veel drukfouten en is nu nog slechts in één enkel exemplaar bewaard gebleven. In 1694 vervaardigde Abraham Hinckelmann een betere editie van de Arabische tekst, gebaseerd op een ruime verzameling manuscripten. Ludovico Marracci voegde daar vier jaar later een nauwgezette Latijnse vertaling aan toe, met de nodige commentaren en een theologische weerlegging. De Latijnse vertaling verscheen later als aparte uitgave in Leipzig.
De oudste bewaard gebleven vertaling stamt uit 1143 (Toledo) en was van de hand van de Britse geleerde Robert van Ketton, daarbij geassisteerd door iemand die het Arabisch als moedertaal had. Nicolaas van Cusa was in 1460 de eerste die een commentaar schreef op de Koran in het Latijn; aanleiding was de Verovering van Constantinopel door Mehmet II in 1453. De Latijnse vertaling van Robert van Ketton werd in 1543 door Johannes Oporinus in Basel uitgegeven. De eerste vertalingen van de Koran in het Italiaans (1547), Duits (1616) en in het Nederlands (1641) waren op deze uitgave gebaseerd. 
In 1647 verscheen een Franse vertaling, rechtstreeks uit het Arabisch, van de hand van André du Ryer. Deze vertaling, die tot ver in de 18de eeuw werd herdrukt, werd op haar beurt gebruikt voor de eerste Engelse vertaling (1649) en de tweede Nederlandse vertaling (1657).
In 1834 drukte Gustav Flügel in Leipzig een editie van de Koran, die bijna een eeuw toonaangevend was in Europa. In 1924 werd door de Al-Azhar Universiteit in Caïro een editie gepubliceerd; die is nu de meest gezaghebbende Arabische gedrukte editie.

### Nederlandse Koranvertalingen
(in volgorde van jaar van verschijning)
- Barent Adriaensz Berentsma, 1641, De Arabische Alkoran, Door de Zarazijnsche en de Turcksche Prophete Mahometh, In drie onderscheyden deelen begrepen, Hamburg [= Amsterdam], Barent Adriaensz Berentsma. Gebaseerd op de Duitse vertaling (1616) van Salomon Schweigger.
- Jan Hendriksz Glazemaker, 1657, Mahomets Alkoran, Door de Heer Du Ryer uit d’Arabische in de Fransche taal gestelt, Amsterdam, Jan Rieuwertsz. Gebaseerd op de Franse vertaling (1647) van André Du Ryer; herdrukt in 1658, 1696, 1698, 1707, 1721 en 1743.
- Ludovicus Jacobus Antonius Tollens, 1859, Mahomed’s Koran, gevolgd naar de Fransche vertaling van Kasimirski, de Engelsche van Sale, de Hoogduitsche van Ullmann en de Latijnsche van Maracci, Batavia, Lange en Co.
- Salomon Keyzer, 1860, De Koran, voorafgegaan door het leven van Mahomet, eene inleiding omtrent de godsdienstgebruiken der Mahomedanen, enz., Haarlem, J.J. van Brederode. Herdrukt in 1879, 1905, 1916 en 1925.
- Sudewo Partokusomo Kertohadinegoro, 1934, De Heilige Qoer-an, vervattende den Arabischen tekst met ophelderende aanteekeningen en voorrede, Batavia, Drukkerij Visser & Co. Gebaseerd op de Engelse vertaling (1917) van Maulana Muhammad Ali. Bevat ook de Arabische tekst; herdrukt in 1968, 1981 en 1996.
- Nasirah B. Zimmermann, 1953, De Heilige Qor'aan, met Nederlandse vertaling, Rabwah/[Den Haag]: “The Oriental & Religious Publishing Corporation”/Zuid-Hollandse Uitgevers Maatschappij. Bevat ook de Arabische tekst; herdrukt in 1969, 1983 en 1991.
- Johannes Hendrik Kramers, 1956, De Koran uit het Arabisch vertaald, Amsterdam/Brussel, Elzevier. Vele malen herdrukt.
- Fred Leemhuis, 1989, De Koran: Een weergave van de betekenis van de Arabische tekst, Houten, Het Wereldvenster. Bevat ook de Arabische tekst; vele malen herdrukt.
- Johannes Hendrik Kramers, bewerkt door Drs. Asad Jaber & Dr. Johannes J.G. Jansen, 1992, De Koran; Wederom vaak herdrukt.
- Sofjan S. Siregar, 1996, De Edele Koran, en een vertaling van betekenissen ervan in de Nederlandse taal, Den Haag, Islamitische Cultureel Centrum Nederland. Bevat ook de Arabische tekst; herdrukt in 1998, 2000 en 2001.
- Jeroen Rietberg, 2004, De Heilige Korān, Nieuwe Nederlandse Vertaling: Arabische Tekst met Nederlandse Vertaling en Commentaar, Ohio: Ahmadiyya Anjuman Isha‘at Islam Lahore Inc. U.S.A., 2004. Gebaseerd op de Engelse vertaling (1951) van Muhammad Ali. Bevat ook de Arabische tekst.
- Kader Abdolah, 2008, De Koran: Een vertaling, Breda, De Geus. Herdrukt in 2010.
- Rafiq Ahmed Fris, Mehmet Fatih Özberk & Mohammed Aarab, 2013, De Glorieuze Qorʼān En De Nederlandse Vertaling Ervan, Istanbul, Hayrât Neşriyat. Bevat ook de Arabische tekst.
- Özcan Hıdır & Fatih Okumuş, 2013, De Levende Koran: Een Nederlandse vertaalversie met weergave van de Arabische tekst en met commentaar, Rotterdam, IUR Press/Stichting Lezen & Leven. Bevat ook de Arabische tekst.
- Aboe Ismail [= Jamal Ahajjaj] & Studenten, 2013, De interpretatie van de betekenissen van de Koran, Den Haag, Stichting as-Soennah. Bevat ook de Arabische tekst; herdrukt in 2014.
- Stichting OntdekIslam, 2013, Interpretatie van de betekenis van de Heilige Koran, Rotterdam/Alexandrië, Stichting OntdekIslam/Conveying Islamic Message Society.
- Ali Soleimani, 2014, De Koran: Een woordelijke vertaling uit het Arabisch, Drachten, Het Talenhuis.
- Eduard Verhoef, 2015, De Koran, heilig boek van de Islam, Maartensdijk, Uitgeverij Verhoef.